# أى إتش إس سنتور
السفينة المستشفى الأسترالية (AHS) سنتور (I)كانت سفينة مستشفى التي هوجمت وأغرقت بواسطة غواصة يابانية قبالة ساحل كوينزلاند، أستراليا، في 14 أيار 1943 وكانت تحمل 332 من الطاقم الطبي وطاقم من المدنيين كانوا على متنها، 268 لقوا حتفهم، من بينهم 11 من 12 الممرضات اللاتى كن على متنها.
السفينة الاسكتلندية المدمجة أبحرت في عام 1924 باعتبارها سفينة بضائع سفينة بضائع وسفينة شحن مبردة، وتعمل على الطريق التجاري القائم بين أستراليا الغربية وسنغافورة عبر اندونيسيا وعلى متنها الركاب والبضائع، والثروة الحيوانية. في بداية الحرب العالمية الثانية، «سنتور» (مثل جميع السفن البحرية الملكية البريطانية التجارية)قد وضعت تحت إمرة الأميرالية البريطانية، والهدف بعد أن تم تزويدها بتجهيزات دفاعية، سمح لها بمواصلة العمليات العادية. في نوفمبر عام 1941، أنقذت السفينة الألمانية الناجين في المعركة بين إتش إم إيه إس سيدني (1934) ووالطراد المساعد الألماني كورموران تم نقل سنتور إلى الساحل الشرقي لاستراليا في أكتوبر تشرين الأول عام 1942، وأستخدمت للعمل مع وسائل النقل المادية إلى غينيا الجديدة.
في يناير عام 1943، تم تسليم 'سنتور' إلى الجيش الأسترالي لتحويلها إلى سفينة مستشفى، وحيث أن السفينة كان حجما صغيرا فقد كان ذلك مناسبة لها للعمل في البحرية في جنوب شرق آسيا. تم الانتهاء من تجديدها (بما في ذلك تركيب المرافق الطبية وإعادة الطلاء مع وضع علامات الصليب الأحمر) في شهر مارس، قامت السفينة برحلة تجريبية: حيث أقلت الجرحى من تاونسفيل إلى بريسبان، ثم من بورت مورسبي إلى بريسبان. وبعد تجديدها في سيدني، 'سنتور' شرعت في نقل حقل الإسعاف 2 / 12TH إلى غينيا الجديدة، وأبحرت يوم 12 مايو. قبل فجر يوم 14 مايو عام 1943، وأثناء رحلتها الثانية، 'سنتور' تم نسفها حيث أغرقت بواسطة غواصة يابانية قبالة شمال جزيرة سترادبروك، كوينزلاند. أغلبية الركاب 332 الموجودين على متنها توفى؛ في الهجوم تم العثور على 64 من الناجين بعد 36 ساعة. أسفر الحادث عن الغضب الشعبي لمهاجمة سفينة تعتبر مستشفى وهذا يندرج ضمن جرائم الحرب تحت البند العاشر 1907 اتفاقية لاهاي. وقدمت الاحتجاجات التي بذلتها الحكومات الأسترالية والبريطانية إلى اليابان حيث كان يتوخى أن تسفر تلك الجهود لاكتشاف الأشخاص المسؤولين حتى يتمكنوا من أن يحاكموا في محكمة جرائم الحرب. في في 1970 فإن الهوية المحتملة للغواصة المهاجمة، كانت الغواصة اليابانية I-177، أصبح ذلك معلوما على نطاق دولى.
سبب الهجوم أضحى غير معروفا، مع النظريات التي زعمت أن سنتور  كانت خرقا للاتفاقيات الدولية التي كان ينبغي أن تحميها، أن قائد قالب:I-177 كان لا يدرك أن 'سنتور' كانت سفينة مستشفى، أو أن قائد غواصة الذي هاجمها علم أنها سفينة محمية. وقدمت مطالبات للتحقيق في عام 1995، ولكن ثبت أن الحطام في عام 2003 كان يشير إلى سفينة أخرى. تم العثور على حطام 'سنتور' في 20 ديسمبر 2009 م.

## التصميم والبناء

### التصميم الأصلي
في أوائل عام 1923، قررت شركة بواخر المحيط (وهي شركة تابعة لألفريد هولت خط القمع الأزرق) أن السفينة الجديدة ستكون هناك حاجة إلى استبدالها بالسفينة المعمرة شارون في أستراليا الغربية على الطريق التجاري لسنغافورة. ان حمولة السفينة لتكون قادرة على نقل في وقت واحد الركاب والبضائع، والماشية. انها أيضا أن تكون قادرة على يستريح على المسطحات الطينية من الماء والتباين المد والجزر في الموانئ في الطرف الشمالي من غرب أستراليا كانت كبيرة حتى 8 متر (26 قدم).
الشركة الهندسية ل بناء السفن وسكوتس في جرينوك في أسكتلندا تم اختيارها لبناء 'سنتور'. عارضة السفينة وضعت في 16 تشرين الثاني عام 1923، مع السفينة حتى تكون جاهزة للتجميع قبل 29 أغسطس 1924. شيدت بتكلفة قدرها 146,750 £ الاسترليني، سنتور' صممت لتحمل 72 راكبا و 450 رأس من الماشية. البضائع قد حملت في أربعة أقسام؛ كانت الطوابق الاثنين داخل البدن كانت مخصصة في المقام الأول للثروة الحيوانية، ويمكن أيضا أن تستخدم كمساحة إضافية البضائع. كان بدن السفينة وتصميم سطح البرج حيث كانت الطوابق تحت خط الماء أوسع من تلك التي فوق الماء، وكان بدنا مسطحا ومدعما، سمح للسفينة للراحة في القاع. كانت 'سنتور' من بين أول السفن المدنية التي تم تجهيزها بمحرك ديزل. كانت واحدة من الخصائص الأكثر وضوحا في مدخنة ارتفاعها 35-قدم (11 م) ، كان الحجم الأقصى للمدخنة أكثر امتيازا لتقليد الاستفادة من العملية على متن سفينة تعمل بالديزل. كان المحرك يحوى ستة أسطوانات 4 أشواط، ودورة عمل واحدة محرك ديزل. لديه 24 من الإسطوانات 15⁄16 بوصة (64 سم) وقطرها من 513⁄16 بوصة (135 سم) الشوط. تم بناء المحرك عن طريق بورمايستر ووين، في كوبنهاغن، الدنمارك. . تم تركيب واحدة من معدات التبريد. كان التبريد بواسطة محلول ملحي وكان العزل يتم بواسطة الفلين. وكانت سعة التبريد 3,000 قدم مكعب (85 م3).

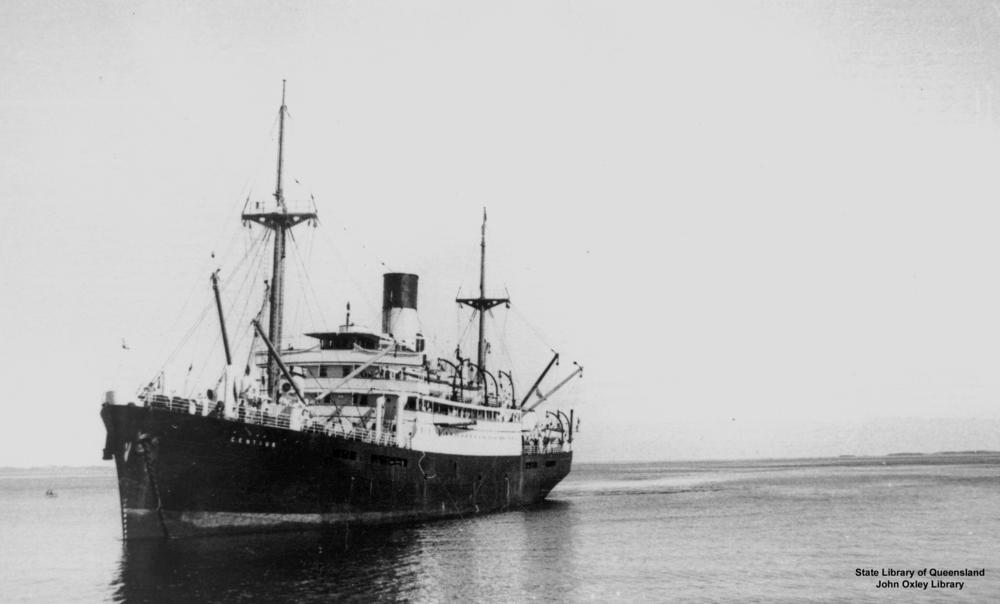
إم في سنتور الحالية

في ديسمبر عام 1939، 'سنتور' خضعت لعملية تجديد طفيفة في هونغ كونغ، مع شاحن ومروحة جديدة تم تركيبهما على المحرك. تم انهيار الشاحن وتحطمه في نيسان عام 1942، وأفيد أنه لا يمكن إصلاحه بسبب نقص المعدات وتقييد الوصول إلى الترسانة الناجمة عن الحرب العالمية الثانية.

### التجديد إلى سفينة مستشفى
في بداية عام 1943، 'سنتور'قد وضعت تحت تصرف وزارة الدفاع الأسترالية لتحويلها إلى سفينة مستشفى. تم إجراء التحويل عن طريق الخدمات السفينة المتحدة في ملبورن، أستراليا، وكان مقدرا في البداية أن يكلف جنيه أسترالى 20,000.
زادت التكلفة إلى ما يقرب من 55,000 £ الاتحاد الأفريقي، لمجموعة متنوعة من الأسباب. . كان المقصود أصلا للسفينة أن تسافر بين الموانئ في غينيا الجديدة وتاونسفيل، كوينزلاند، أستراليا. تزايد أعداد الضحايا في حملة غينيا الجديدة كان يعني أن المستشفيات في ولاية كوينزلاند ستصبح بسرعة غير قادرة على التعامل مع أعداد متزايدة من الضحايا وطبيعة إصاباتهم، لذلك كان الأمر يتطلب رحلة طويلة إلى سيدني. وطالب الجيش بأن التسهيلات والتحويلات إضافية تضاف إلى الخطط الأصلية مثل توسيع مرافق الاستحمام والغسيل، والماء الساخن تتاح لجميع أجزاء من السفينة من خلال تركيب سخان (جهاز)، وتحويل مسار جميع مواسير البخار بعيدا عن مناطق المرضى، وترتيبات تهوية مناسبة لظروف الاستوائية. اتحاد البحارة الذين يمثلون طاقم السفينة طالبوا بتحسين ظروف المعيشة وتناول الطعام، بما في ذلك معدات تصريف جديدة في مجالات إعداد الطعام واستبدال الأرضيات في الفصول وقاعات الطعام.

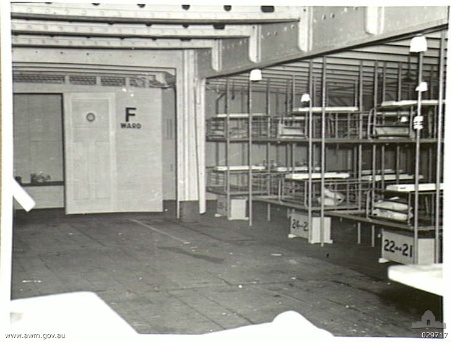
واحد من دوائز سنتور بعد تحولها إلى سفينة مستشفى

عندما أعيدت أى إتش إس سنتور في 12 آذار عام 1943، وقد تم تجهيزها بغرفة العمليات، ومستوصف، وجناحين (موجودين على طوابق الماشية سابقا)، وجراحة الأسنان، جنبا إلى جنب مع قاعات ل 75 من افراد الطاقم وخمسة وستين من الطاقم الطبى العسكرى الدائمين. للحفاظ على متوسط السفينة مشروع من 6.1 متر (20 قدم)، تم توزيع 900 طن من حجر الحديد من خلال البضائع. أى إتش إس سنتور كانت قادرة على رحلات لمدة 18 يوما قبل إعادة الإمداد ويمكن أن تحمل ما يزيد قليلا على 250 من المرضى طريحى الفراش.

## تاريخ العمليات

### 1924-1938
تم تخصيص أى إتش إس سنتور في المملكة المتحدة بالرقم الرسمي 147275 والرمز الحرفى KHHC. كان ميناء التسجيل لها في ليفربول. عندما دخلت أى إتش إس سنتور الخدمة في نهاية عام 1924، في فريمانتل - جافا - سنغافورة كان يتم إجراء الصيانة لها بواسطة الطريق التجاري من قبل اثنين من السفن خط القمع الأزرق. 'جورجون' (التي ظلت في الخدمة حتى عام 1928) و 'شارون' (التي تم استبدالها بسنتور ). طريق 'سنتور' ' يجرى من فريمانتل على طول الساحل الأسترالي الغربي مكملا في جيرالدتون، كارنارفون، أنسلوو، نقطة شمشون، ميناء هيدلاند، بروم، وديربي ثم إلى مضيق بالي، سورابايا، سمارانغ، باتافيا، وسنغافورة. 'سنتور' كانت تعمل بمثابة خليط بين باخرة غير مصنفة وسفينة بضائع. تسلك طرقا متعددة ولكن تتوقف في الموانئ على طول الطريق بين الرحلات. في الفترة من 1928 حتى وقت ما في 1930، بقيت 'سنتور' تعمل وحدها في الطريق، ولكن دفعت الزيادة في التجارة على طول هذا الطريق خط القمع الأزرق إلى إعادة تعيين 'جورجون' وتعيين سفينة أخرى  شارون للعمل جنبا إلى جنب مع 'سنتور'.
بعد التغيير في كود الحروف في عام 1934، 'سنتور' خصص لها رسائل كود GMQP. وكان من أبرز وظائف 'سنتور' قبل الحرب إنقاذ؛ الحوت الياباني -المطارد كيو مارو II الذي يزن 385 طنا في نوفمبر 1938.  كيو مارو II  قد صادفت مشاكل في المرجل أثناء عودتها من القطب الجنوبي والانجراف نحو أرخبيل جزرالبلورهوس، حيث كانت في خطر تدميرها من قبل الشعاب المرجانية في المنطقة. 'سنتور'قد ردت على إشارة الاستغاثة وسحبت 'كيو مارو II' إلى جيرالدتون، أستراليا الغربية.

### من 1939إلى 1942
كسفينة من البحرية التجارية البريطانية تأثرت 'سنتور' بالبرلمان البريطاني في 1939 عن كيفية الخطوط العريضة لرد البحرية التجارية على إعلان الحرب، المقدم أساسا إلى الأميرالية في جميع المسائل باستثناء العمل على متن السفن والإدارة العامة. بعد اندلاع الحرب العالمية الثانية في 3 أيلول عام 1939، فقد تم تجهيز 'سنتور' مع المؤخرة 4-بوصة (100 مـم) شنت مارك 9 بندقية بحرية واثنين من رشاش فيكرز 303 على جسر الجناح للحماية من السفن الحربية وطائرات المحور.التي كانت مزودة أيضا بمنفذ وميمنة ضد الألغام ومعدات إزالة مغناطيسية للحماية ضد الألغام البحريةs. تمت إزالة الأسلحة خلال التجديد كسفينة مستشفى، على الرغم من أن التدابير المضادة لمكافحة الألغام ظلت على حالها. 'سنتور' أساسا ظلت في الخدمة على الطريق التجاري الأصلي لها.

## الحواشي
^(I) Also correctly referred to as 2/3rd AHS Centaur or AHS 47. Also incorrectly referred to as HMAS Centaur or HMAHS Centaur. The AHS is alternatively considered to stand for Army Hospital Ship.

^(II) Crew figures include the Torres Strait pilot assigned to Centaur.

## الاستشهادات
1. 1 2 3 4 5 6 7 8  Smith, Three Minutes of Time, p. 9
2. 1 2  Jenkins, Battle Surface, p. 281
3. ↑  Milligan and Foley, Australian Hospital Ship Centaur, pp. 5–6
4. ↑  Smith, Three Minutes of Time, p. 22
5. ↑  Milligan and Foley, Australian Hospital Ship Centaur, p. 2
6. 1 2  Lloyd's Register. "LLOYD'S REGISTER, NAVIRES A VAPEUR ET A MOTEURS" (PDF). Plimsoll Ship Data. مؤرشف من الأصل (PDF) في 2018-04-02. اطلع عليه بتاريخ 2014-05-14.
7. ↑  Lloyd's Register. "LIST OF VESSELS FITTED WITH REFRIGERATING APPLIANCES - continued. PART II. - List of vessels having a capacity of less than 80,000 cubic feet (if not holding Lloyd's R.M.C.)" (PDF). Plimsoll Ship Data. مؤرشف من الأصل (PDF) في 2018-04-02. اطلع عليه بتاريخ 2014-05-14.
8. ↑  Milligan and Foley, Australian Hospital Ship Centaur, p. 14
9. ↑  Milligan and Foley, Australian Hospital Ship Centaur, p. 25
10. ↑  Smith, Three Minutes of Time, p. 19
11. 1 2 3 4 5 6 7  Smith, Three Minutes of Time, p. 21
12. 1 2 3  Milligan and Foley, Australian Hospital Ship Centaur, p. 51
13. ↑  Smith, Three Minutes of Time, pp. 21–2
14. ↑  Milligan and Foley, Australian Hospital Ship Centaur, p. 40
15. ↑  Lloyd's Register. "LLOYD'S REGISTER, NAVIRES A VAPEUR ET A MOTEURS" (PDF). Plimsoll Ship Data. مؤرشف من الأصل (PDF) في 2016-10-13. اطلع عليه بتاريخ 2014-05-14.
16. 1 2 3 4  Smith, Three Minutes of Time, p. 13
17. ↑  Milligan and Foley, Australian Hospital Ship Centaur, p. 12
18. ↑  Smith, Three Minutes of Time, pp. 13, 15
19. ↑  Milligan and Foley, Australian Hospital Ship Centaur, p. 13
20. 1 2  Smith, Three Minutes of Time, p. 15
21. ↑  Smith, Three Minutes of Time, p. 18
22. ↑  Milligan and Foley, Australian Hospital Ship Centaur, pp. 21, 53
23. ↑  Frame, No Pleasure Cruise, pp. 186–7
24. ↑  Department of Defence, Navy findings of search for ex Army Hospital Ship (AHS) Centaur